# 30882 Tomhenning
30882 Tomhenning è un asteroide della fascia principale. Scoperto nel 1992, presenta un'orbita caratterizzata da un semiasse maggiore pari a 2,6018071 UA e da un'eccentricità di 0,1618139, inclinata di 13,12621° rispetto all'eclittica.